# Blatné Revištia
Blatné Revištia (in ungherese: Sárosrőcse) è un comune della Slovacchia facente parte del distretto di Sobrance, nella regione di Košice.